# Matthias Musche
Matthias Musche (Magdeburgo, 18 de julio de 1992) es un jugador de balonmano alemán que juega de extremo izquierdo en el SC Magdeburg de la Bundesliga. Es internacional con la selección de balonmano de Alemania, con la que debutó en 2011.

## Palmarés

### SC Magdeburg
- Liga Europea de la EHF (1): 2021
- Liga de Alemania de balonmano (2): 2022, 2024
- Copa de Alemania de balonmano (1): 2024
- Campeonato Mundial de Clubes de Balonmano (3): 2021, 2022, 2023
- Liga de Campeones de la EHF (1): 2023

## Clubes
- SC Magdeburg (2011- )
- SV Post Schwerin (2012-2013) (cedido)